# Stazione di Albisola
La stazione di Albisola è una fermata ferroviaria posta lungo la linea Genova-Ventimiglia, al servizio dei comuni di Albissola Marina e Albisola Superiore.

## Storia
La prima stazione di Albisola venne attivata il 25 maggio 1868 in concomitanza dell'apertura del tratto Savona Letimbro-Genova Voltri, la nuova stazione venne attivata nel 1977 in concomitanza con il nuovo tratto a doppio binario da Finale Ligure a Savona, e venne declassata a fermata il 30 ottobre 2008. I binari 1 e 4 sono stati disattivati e i treni effettuano arrivi e partenze dai binari 2 e 3.

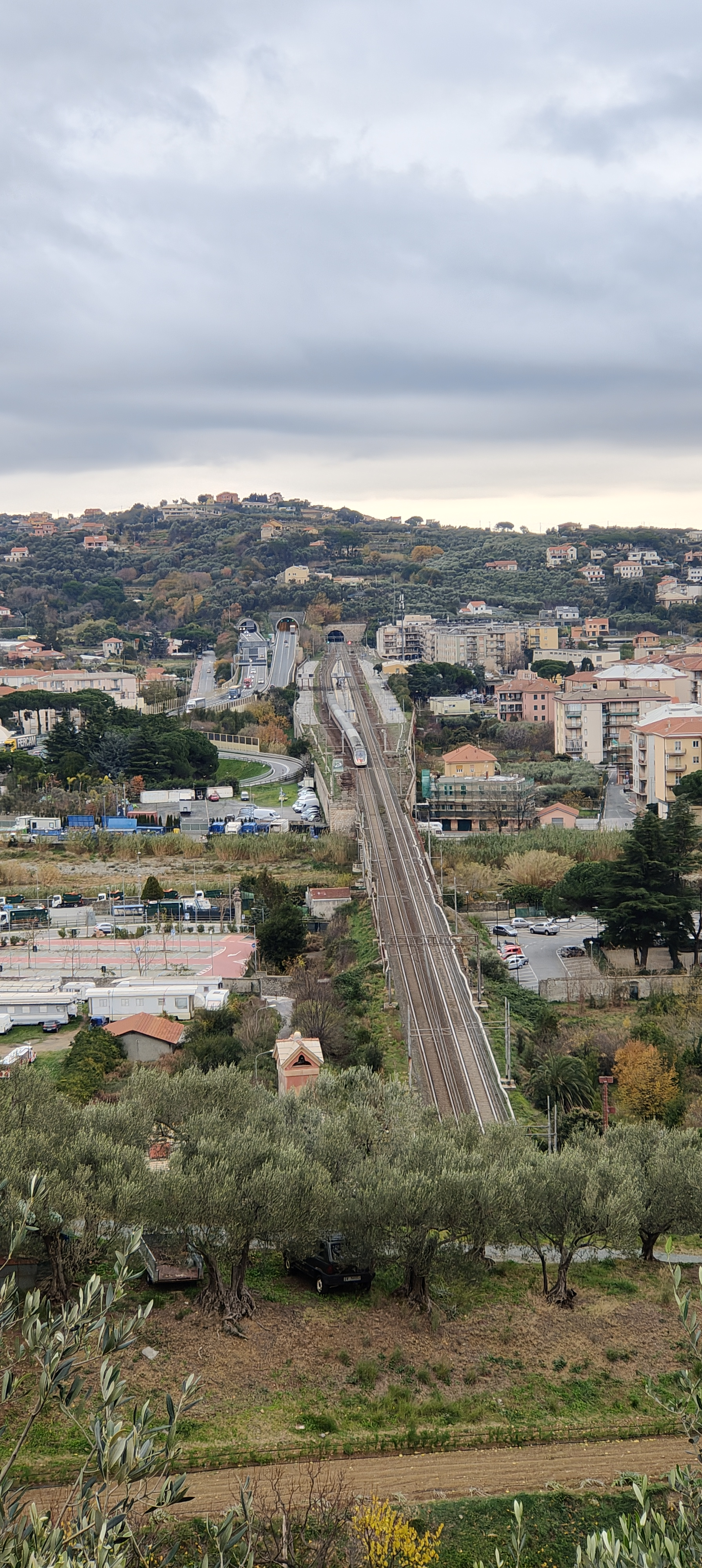
Panoramica del fascio binari da via delle Rogazioni, mentre transita un Intercity in direzione Genova, da notare a sinistra della galleria ferroviaria le due gallerie autostradali

## Strutture e impianti

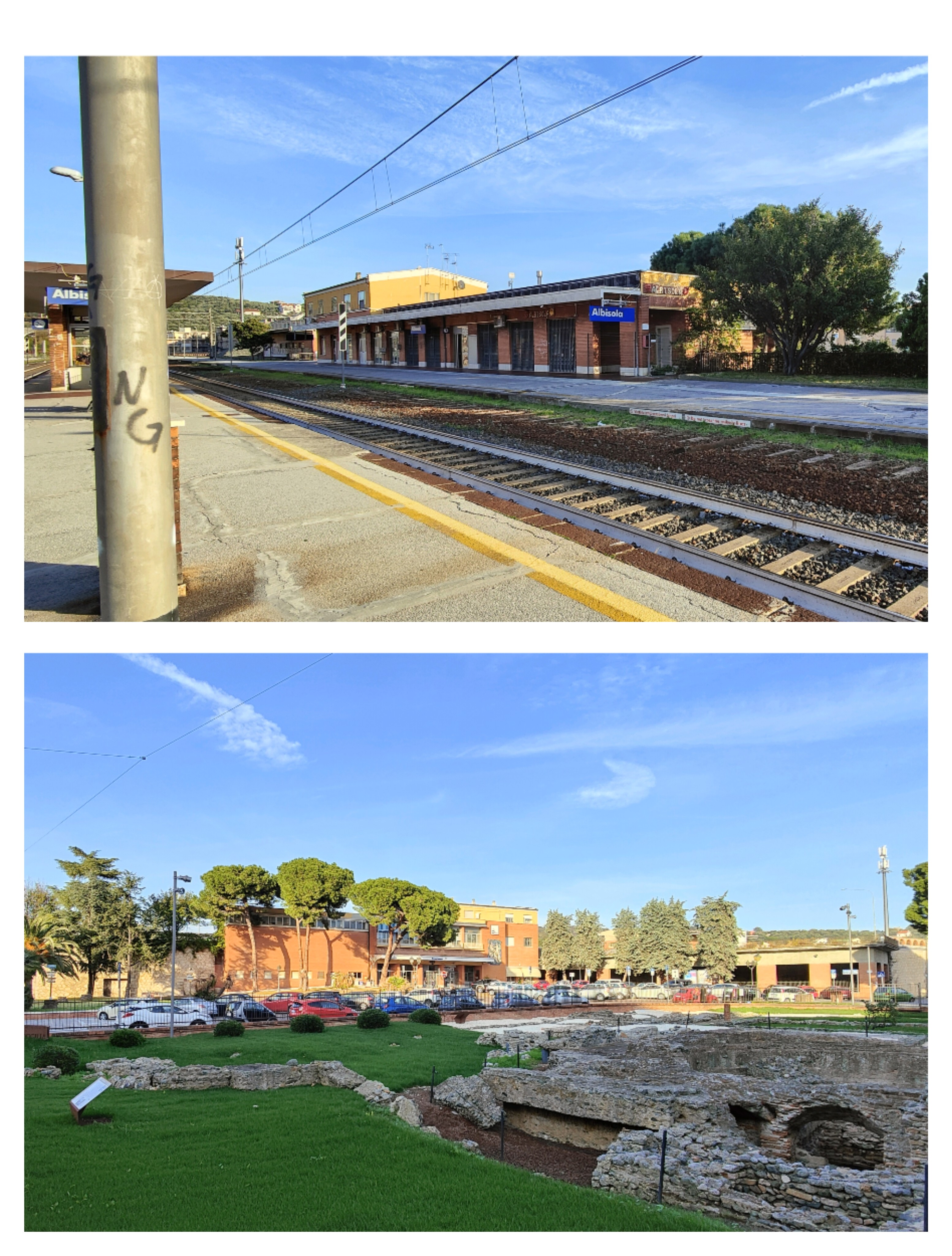
Il piano binari, sotto: parte frontale e le antichità Alba Docilia

Il fabbricato viaggiatori è a tre piani: nel piano terreno trova posto un caffè ristoratore e gli ex- sportelli per il servizio commerciale FS; il secondo piano all'altezza del piano del ferro, trovano posto, nei locali un tempo ad uso del personale FS un Comando di locale Polizia Municipale e al terzo gli alloggi del personale FS.

## Movimento
Fermano buona parte dei treni regionali.

## Servizi
La stazione è classificata da RFI nella categoria silver.
- Biglietteria automatica
- Bar

## Interscambi
- Fermata autobus TPL Linea
- Taxi